# 達雅人
達雅人（Dayak，i/ˈdaɪ.ək/;范歐普豪伊森拼音系統：Dajak，或拼寫為Dyak，或是Dayuh）是居住在婆羅洲（印尼稱此島為加里曼丹）的原住民群體之一。這個名稱是個泛稱，包含有200多個居住在河流邊和山地裡面的族群，主要區域位於婆羅洲的中部和南部內陸，每個族群都有自己的方言、習俗、法規、領土和文化，但都有很容易識別出的共同特徵。達雅語族屬於南島語系中的一支。達雅族信仰泛靈論（卡哈林干信仰和民間印度教的綜攝）；但自19世紀以來，由於亞伯拉罕諸教廣泛傳播，當地人發生大量皈依基督教和伊斯蘭教的情況。

## 詞源
人們普遍認為Dayak這個名字起源於汶萊馬來語和梅拉瑙語中所稱的“山區內陸人”，但沒確切指定為何群體。這個名稱被荷蘭和德國學者採用，作為婆羅洲所有非穆斯林本地人口的總稱。因此，達雅族和非達雅族的區別被理解是以宗教信仰作區別。英國學者不贊同荷蘭和德國學者的分類法，英國軍人和探險家詹姆斯·布魯克爵士偏向把Dayak僅用於兩個不同的群體，即陸上達雅族(比達友人（Bidayuh) ）和海上達雅族(伊班族（Iban)）。
自19世紀以來，荷蘭在印尼的分類方式最終獲得重視，直到今天，達雅族仍用來稱呼島上所有非穆斯林原住民的部落居民。而在砂拉越，達雅族的名稱通常幾乎全部是指伊班族（以前稱為海上達雅族）和比達友人（以前稱為陸上達雅族）。

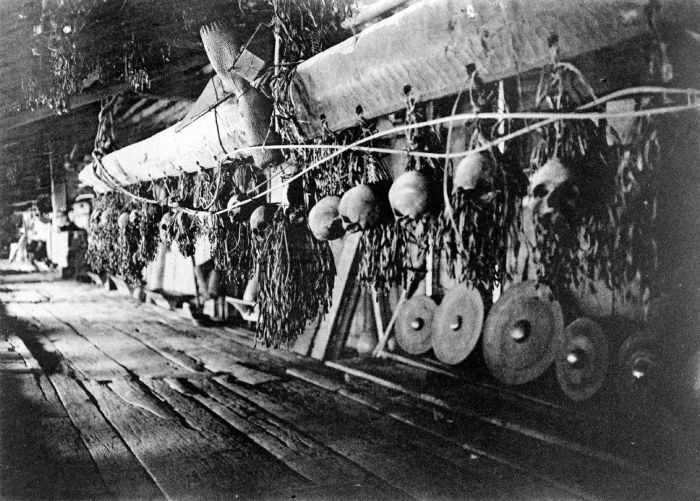
卡揚族所居住的長屋內，長廊牆上掛著的人類頭骨和武器，顯示早年這個族群有獵頭風俗。

## 族群和語言
達雅族內有多種方言。他們的原住民語言是馬來-玻里尼西亞語族內的許多亞群，如比達友人語、馬來語群、沙班語族和巴里托語族。今日大多數達雅族都會雙語，除自己的母語外，他們還精通印尼語或是馬來語（取決於他們國籍）。婆羅洲的許多語言都是當地特有（在其他地方無法使用）。這種文化和語言的多樣性與婆羅洲本地的生物多樣和相關傳統知識多樣性可相比擬。

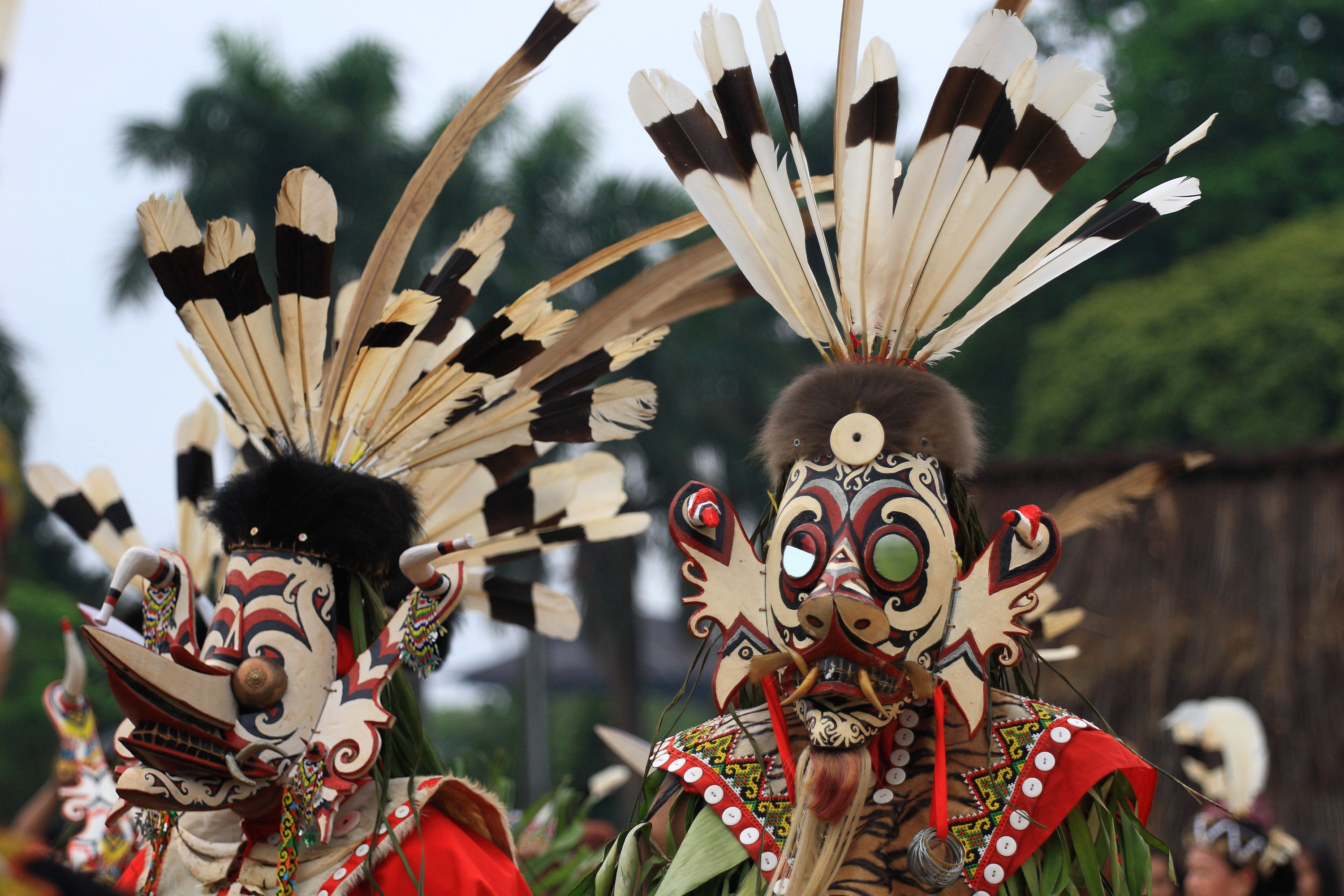
巴浩族在清理土地以從事刀耕火種之前，所舉行的胡杜克儀式。

據估計婆羅洲約有170種語言以及方言，其中有些方言只有幾百人使用，這類語言和相關的文化在未來會有失傳的風險。
1954年，印尼新聞工作者、軍人及政治人士帖吉利克·利武特把分佈在婆羅洲的達雅族劃分為7個叢，共18個部落，根據各自的原住民語言、習俗和文化再細分為403個子部落。但他的著作中並沒具體說明子部落的名稱：
| 叢                        | 部落                                           | 子部落數目 | 有相當數目居民的地區 |
| ------------------------- | ---------------------------------------------- | ---------- | -------------------- |
| I. 雅朱族                 | 雅朱族 馬安揚族 盧旺干族 馬安揚族/Dusun people | 53 8 21 8  | 婆羅洲中南部         |
| II. 阿波·卡揚族           | 墾雅族 卡揚族 巴浩族                           | 24 10 26   | 婆羅洲東部           |
| III. 伊班族/海上達雅族    | 伊班族                                         | 11         | 婆羅洲西北內陸及海岸 |
| IV. 加里曼丹族/陸地達雅族 | 比達友人/海上達雅族 肯達揚族                   | 47 40      | 婆羅洲內陸深山       |
| V. 梅拉瑙-卡江語族        | 巴薩普語 普南族 奧圖大能族                     | 20 24 5    | 婆羅洲中東部         |
| VI. 穆魯特族              | 伊達安族/督山族 穆魯特族 緹東族                | 6 10 28    | 婆羅洲北部           |
| VII. 奧圖大能族           | 奧圖大能族                                     | 61         | 婆羅洲中南部         |

## 宗教信仰
宗教信仰

### 卡哈林干信仰/地方泛靈論
達雅族原住民的信仰稱為卡哈林干信仰（Kaharingan），是種泛靈論的信仰。1945年，日本佔據印尼時期，把卡哈林干信仰稱為達雅族的宗教。在1980年蘇哈托總統執政（稱為新秩序）期間，這種信仰被註冊為印尼印度教中的一種，因為印尼只承認6種宗教 - 伊斯蘭教、新教、天主教、印度教、佛教和印尼孔教。卡哈林干信仰被併入印尼印度教的原因並非因有神學體系相似性，而是因為這種信仰是加里曼丹當地最古老的信仰。
卡哈林干信仰在馬來西亞和汶萊不被當作是種宗教，與印尼加里曼丹的情況不同。這種傳統的達雅族信仰在印尼以外，被當作一種民間泛靈論信仰，或是異教來看待。
對加里曼丹達雅族傳統信仰做過最好，也是最重要研究工作的是瑞士傳教士Hans Scharer，他的德文原著由英國學者羅德尼· 尼德翰翻譯為英文本《雅朱族宗教：婆羅洲南部群組中神的概念（Ngaju Religion: The Conception of God in a South Borneo People）》；（荷蘭馬丁努斯·奈霍夫出版社1963年出版）。這種信仰方式因群體而異，但巫師的作用最為重要，這類人這是達雅族信仰的核心，他們可透過進入恍惚的狀態而轉移到不同的境界，把天堂（上層世界）和地球，甚至是冥界等領域結合在一起，例如通過召喚正前往天堂死者之地途中的靈魂來治愈病人，陪伴和保護前往上界途中死者的靈魂，主持一年一度的農業祭典等。當尊貴人士（kamang）過世時，喪葬儀式最為繁複。

### 基督教
許多達雅族在過去的兩個世紀內皈依基督教，婆羅洲大多數的基督徒都是達雅族，在皈依的過程中某些文化儀式和傳統習俗遭到遺棄。基督教最初是經過來自德國的禮賢會（新教的信義宗）傳播到婆羅洲，後來由來自瑞士的崇真會接續宣教的工作。婆羅洲的穆斯林和信仰基督教的原住民之間存在的宗教差異在不同時期均曾產生過社區緊張局勢。但各宗教信仰團體之間通常維持良好的關係。

### 伊斯蘭教
傳統上在婆羅洲的許多地方，接受穆斯林信仰等同於馬來化（印尼語/馬來語：masuk Melayu），即融入一個廣泛定義的馬來族。然而有幾個達雅族的亞族（主要在中加里曼丹省）主要信奉的是伊斯蘭教，但仍自認為達雅族。這包括如巴坤派族，他們在19世紀皈依伊斯蘭教，但仍與雅朱族有密切的語言和文化聯繫。他們對“達雅族”這個標籤抱持正面的態度，並自認為是穆斯林達雅族。

## 社會風俗

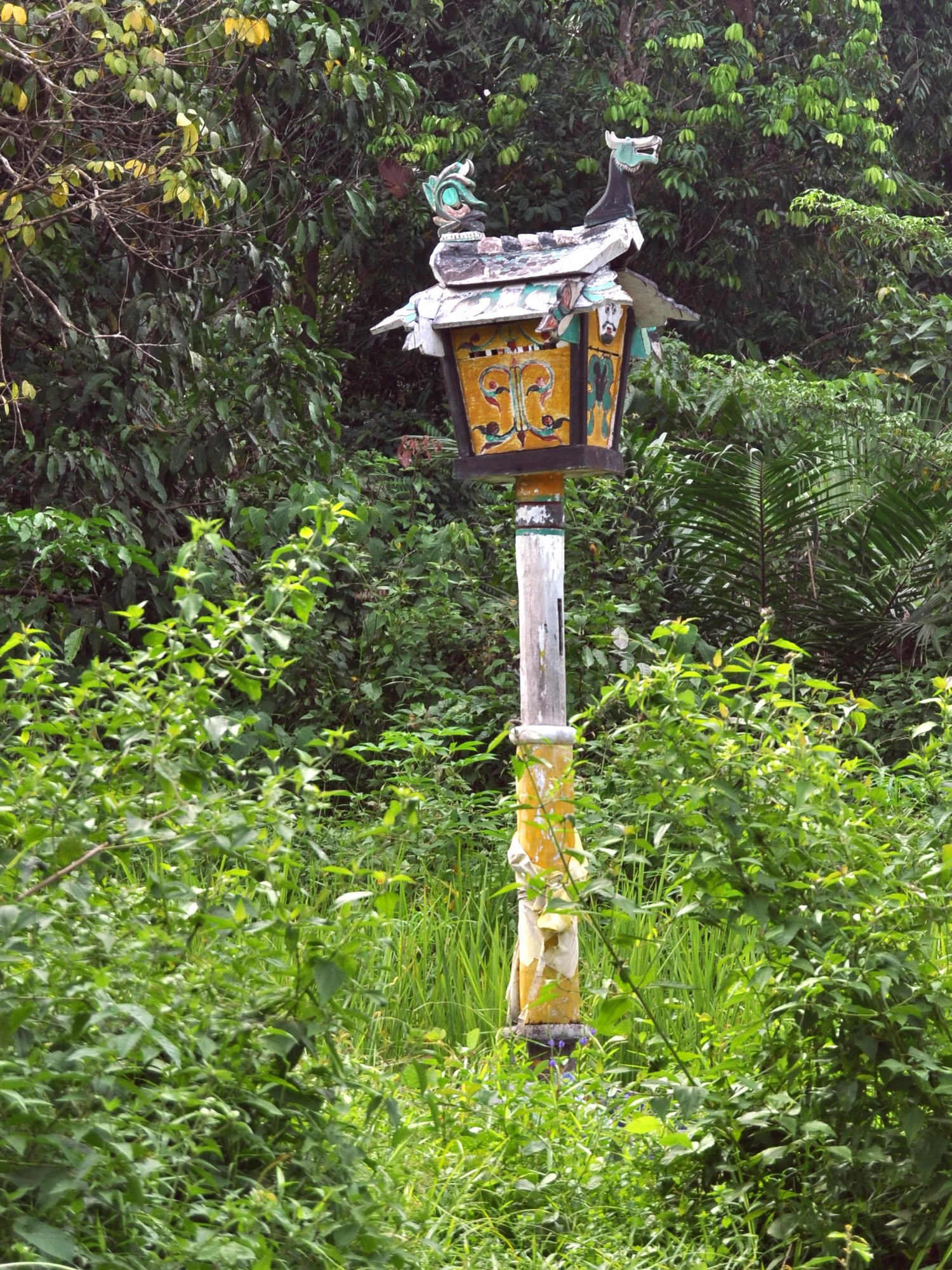
一個雅朱達雅族的聖棟，存放逝者遺骸的骨庫。

### 經濟活動
史上大多數達雅族都採取刀耕火種的輪耕方式，並透過取得森林中物產（蕨類植物、藥用植物、編織用纖維和木材）來補充收入，既用來為生，也為銷售；也會捕魚、狩獵以及短期打工。許多現代的達雅族也積極參與各式現代經濟活動，尤其是在婆羅洲的城市地區。

### 裸胸
在伊斯蘭教傳入，以及當地與西方文化接觸之前，印尼的達雅族、爪哇族和巴厘島人中，女性裸胸是種常態。在爪哇和巴厘島社會中，婦女在工作或休息時會裸胸，而不以為意。在達雅族，只有大胸脯女性或乳房下垂的已婚女性為避免妨礙工作才會把乳房遮掩。但自從上衣引進達雅族社會後，裸胸的習俗自然消失。

### 長屋
在傳統達雅族社會裏，長屋被視為社區的中心，它既是一座村莊，也是種建築的的表達形式。這些大型建築長度有時會超過200米，其間會分隔成獨立的家庭住宿空間。這種建築還配置用於烹飪、舉行儀式、社交活動和打造鐵器的公共區域。
建築本身不僅與構造和設計相關，它還是達雅族傳統政治和行政體系的一部分。因此，住在長屋中的居民會受到其中習俗和傳統的規範。

### 金屬工藝

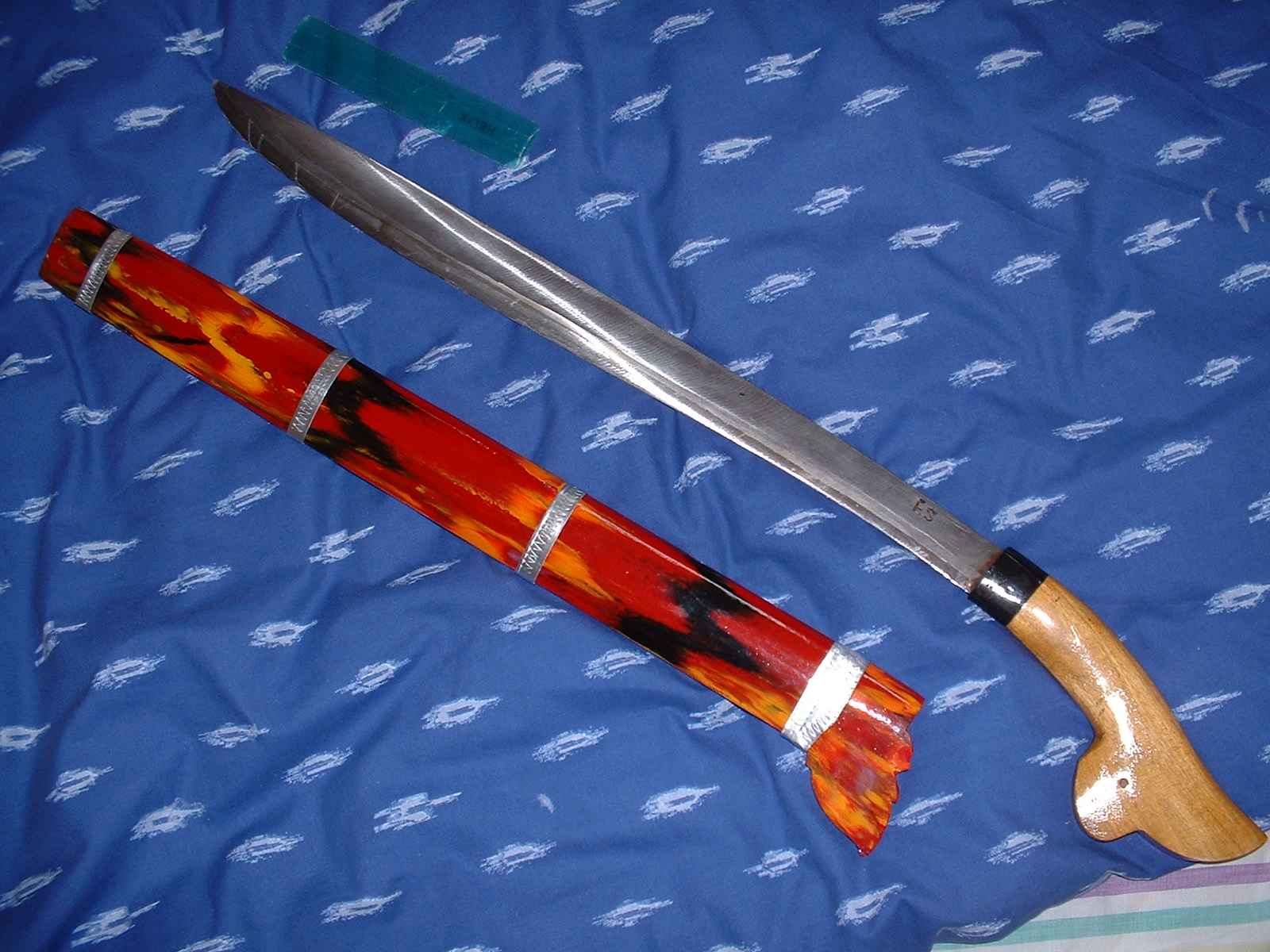
一把作為紀念品的當代帕朗刀。

達雅族因長期製作滿叨（一種砍刀 - 馬來語和印尼語均稱為帕朗刀（parang））的金屬加工工藝，而達到精細的境界。刀片採用硬度不高的鐵材，但會透過稱為ngamboh（冶煉）的過程把一條堅硬的窄鋼片楔入刀刃槽中，將其構成銳利的刀鋒。
達雅族在獵頭行動中，必須能夠快速拔出parang。因此這種滿叨的刀身甚短，這也適合在森林路徑上砍伐茂密的枝葉用以開路。它的刀刃朝上，並且刀柄上有個向上突起處，有利以簡單的動作而能快速拔刀。這三個因素（短、刀刃向上和刀柄突出處）的組合讓拔刀動作能迅速完成。

### 獵頭與和平協議

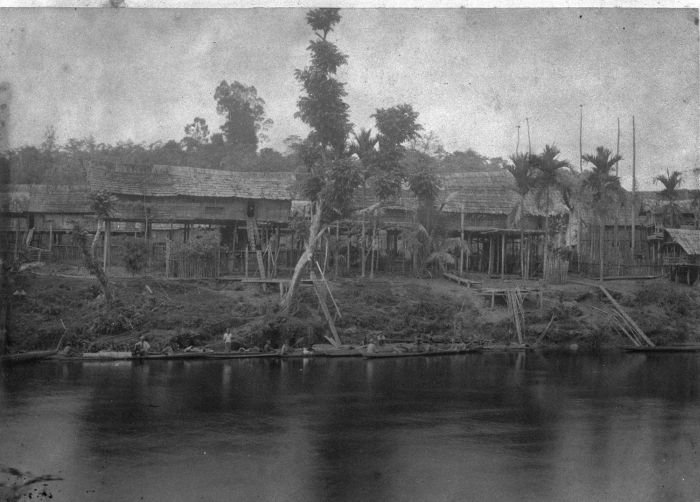
在注入爪哇海的卡哈揚河旁的“Tumbang Anoi村莊”，一座達雅族長屋（約攝於1894年）。

過去達雅族因其古老的獵頭傳統（此儀式稱為Ngayau）而令人恐懼。
荷屬東印度時期，在今日加里曼丹達成最顯著的成就之一，是1874年於中加里曼丹省達芒·巴圖（雅朱族所在地）達成的“Tumbang Anoi村莊”協議。這是一次加里曼丹所有達雅族部落的正式聚會，以達成和平決議為目的。因為獵頭傳統會導致不同達雅族群之間的衝突和緊張關係，經歷長達數月談判後，全體最終決議結束獵頭傳統。
隨後在1940年代中期，由於同盟國鼓勵達雅族對抗日本軍事佔領婆羅洲，獵頭事件再度出現。獵頭行為在1960年代後期，當印尼政府鼓勵達雅族將涉嫌支持中國共產黨的印尼華人從加里曼丹內陸清除，以及在1990年代後期達雅族開始攻擊信仰伊斯蘭教的馬杜拉島移民，而爆發種族暴力時（參見印尼國內移民計畫#社會和政治影響），也曾略微上升。

### 軍事專長
達雅族士兵或斥候兵的英勇程度被認為與皇家蘇格蘭兵團或廓爾喀士兵相當。隸屬英國遠東陸軍部隊的砂拉越遊騎兵隊（Sarawak Rangers）被吸收進入英國軍隊中，而部署到世界任何地方。但在1963年馬來西亞建國後，這支部隊成為組成馬來西亞皇家遊騎兵團的基礎。
而在印尼，達雅族出身的帖吉利克·利武特因在1947年10月17日領導印尼國民軍的首次空降部隊行動而膾炙人口。這支部隊的番號為MN1001，每年10月17日是印尼空軍所屬的快速打擊部隊的周年紀念日，起源就是當年在婆羅洲的空降部隊行動。

## 相片集

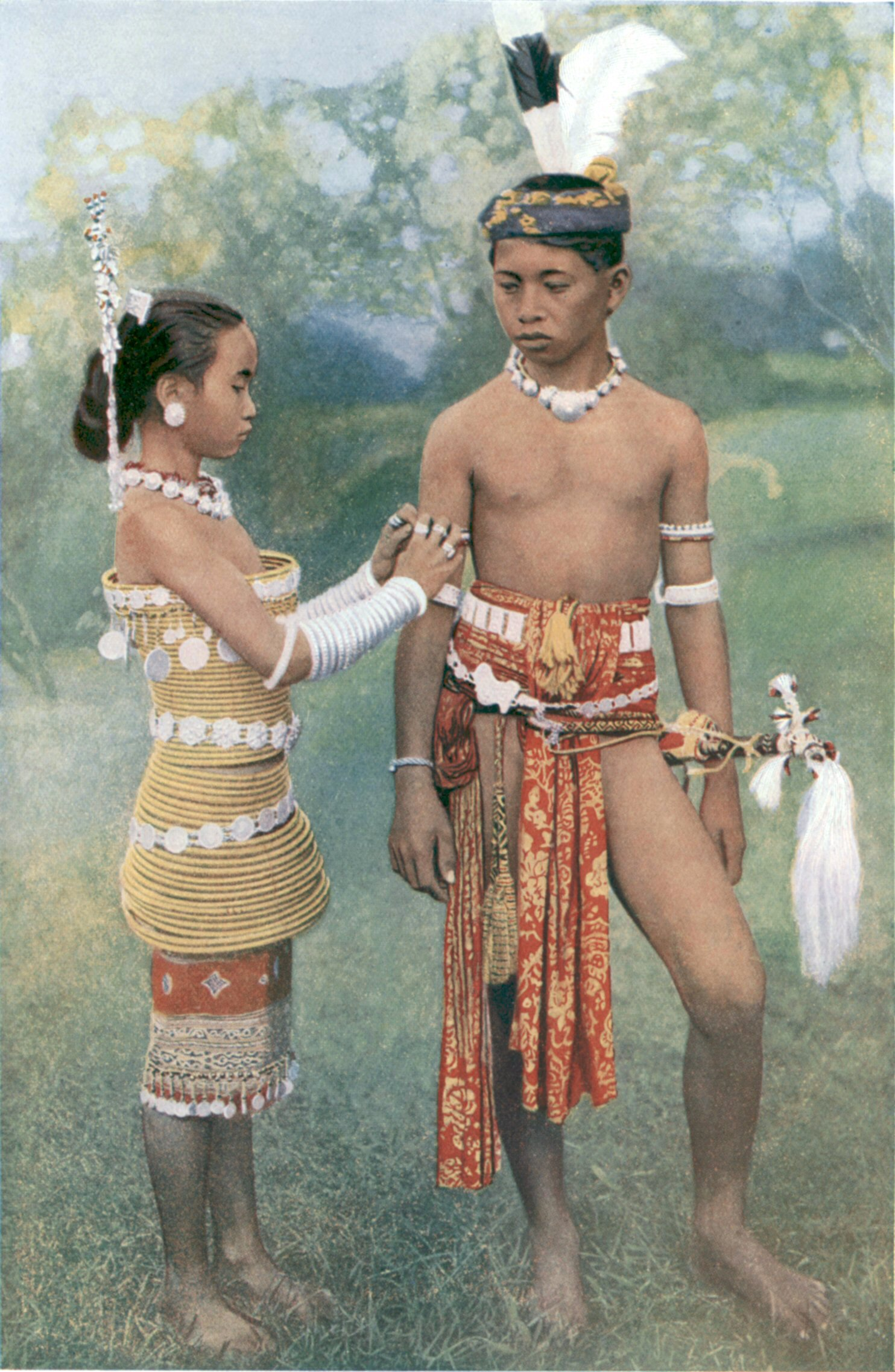
伊班族 (海上達雅族)年輕男女。
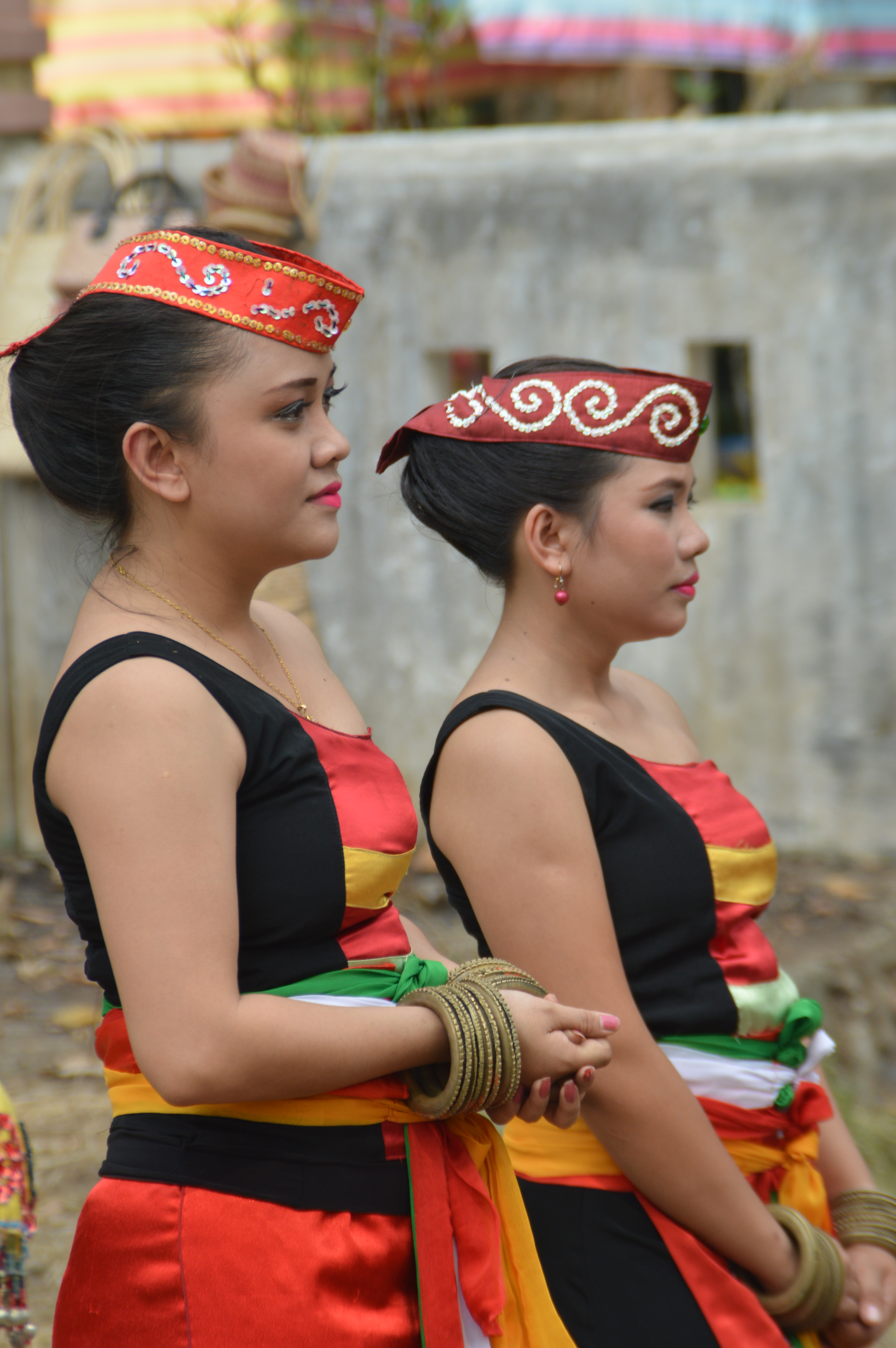
參加Keang Ethnic Festival（民族服裝慶典）的馬安族（英语：Ma'anyan people）婦女。[28]。
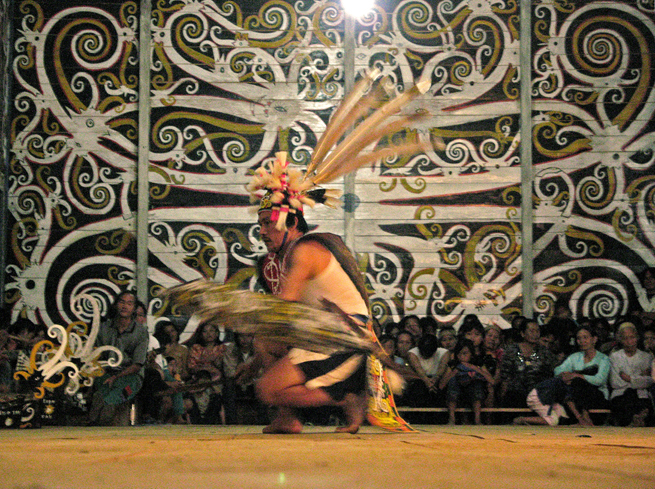
墾雅族（英语：Kenyah people）的彩繪牆面藝術。
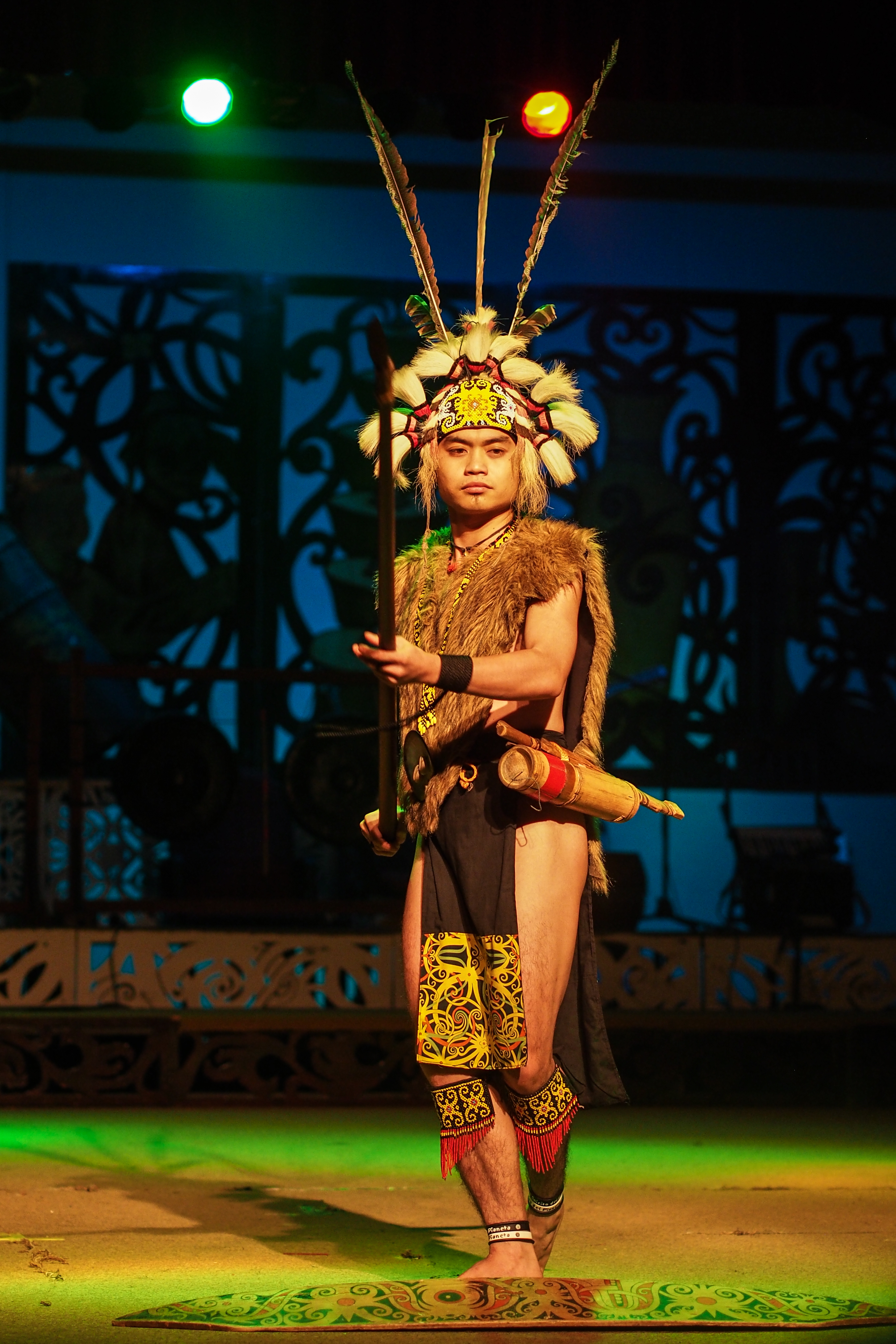
身著戰鬥服裝的伊班族 武士。

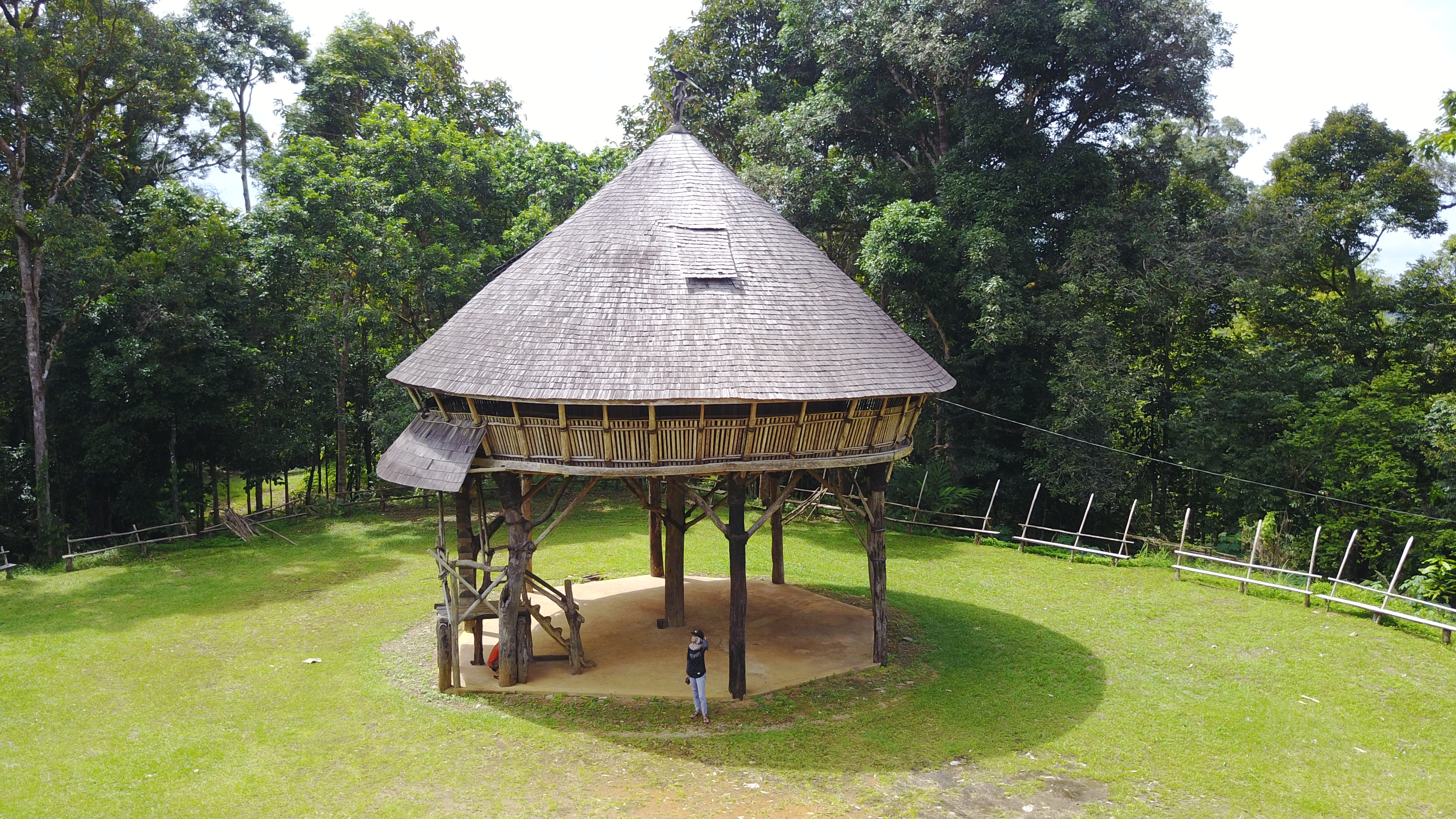
一座在西加里曼丹省孟加影縣的“Baluk”（一種比達友人（陸上達雅族）舉行儀式用的亭子）。
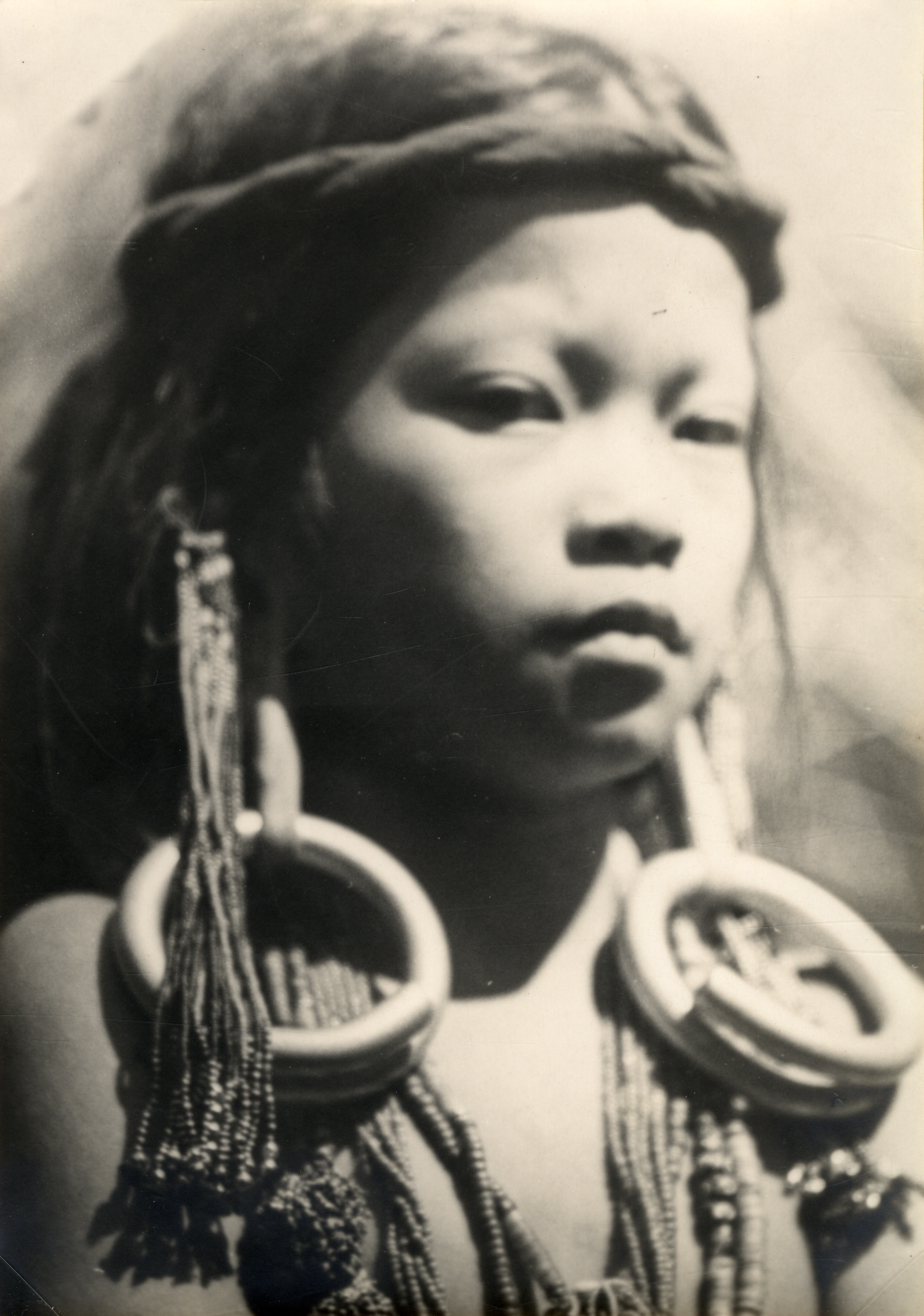
利用鐵環拉撐穿洞耳垂，達到美容目的的普南族女性（攝於1931年-1932年間）。
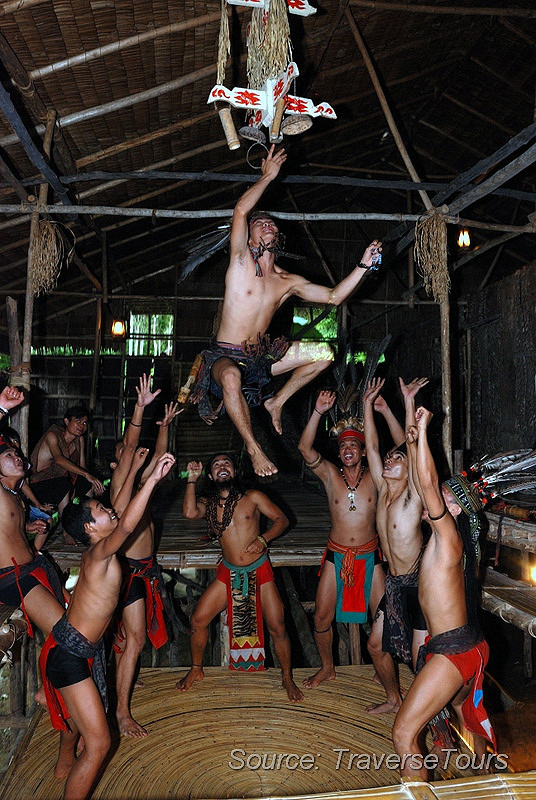
一種穆魯特族（英语：Murut people）的蹦床遊戲，當地稱為“Lansaran”。
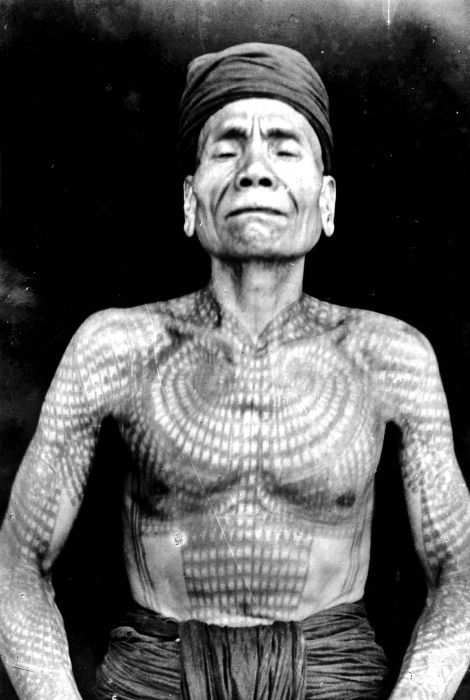
在婆羅洲中部，一位全身有婆羅洲傳統刺青（英语：Bornean traditional tattooing）的男士，可能是奧圖大能族（英语：Ot Danum people） (攝於1880年-1920間)。